# غرابة في عقلي

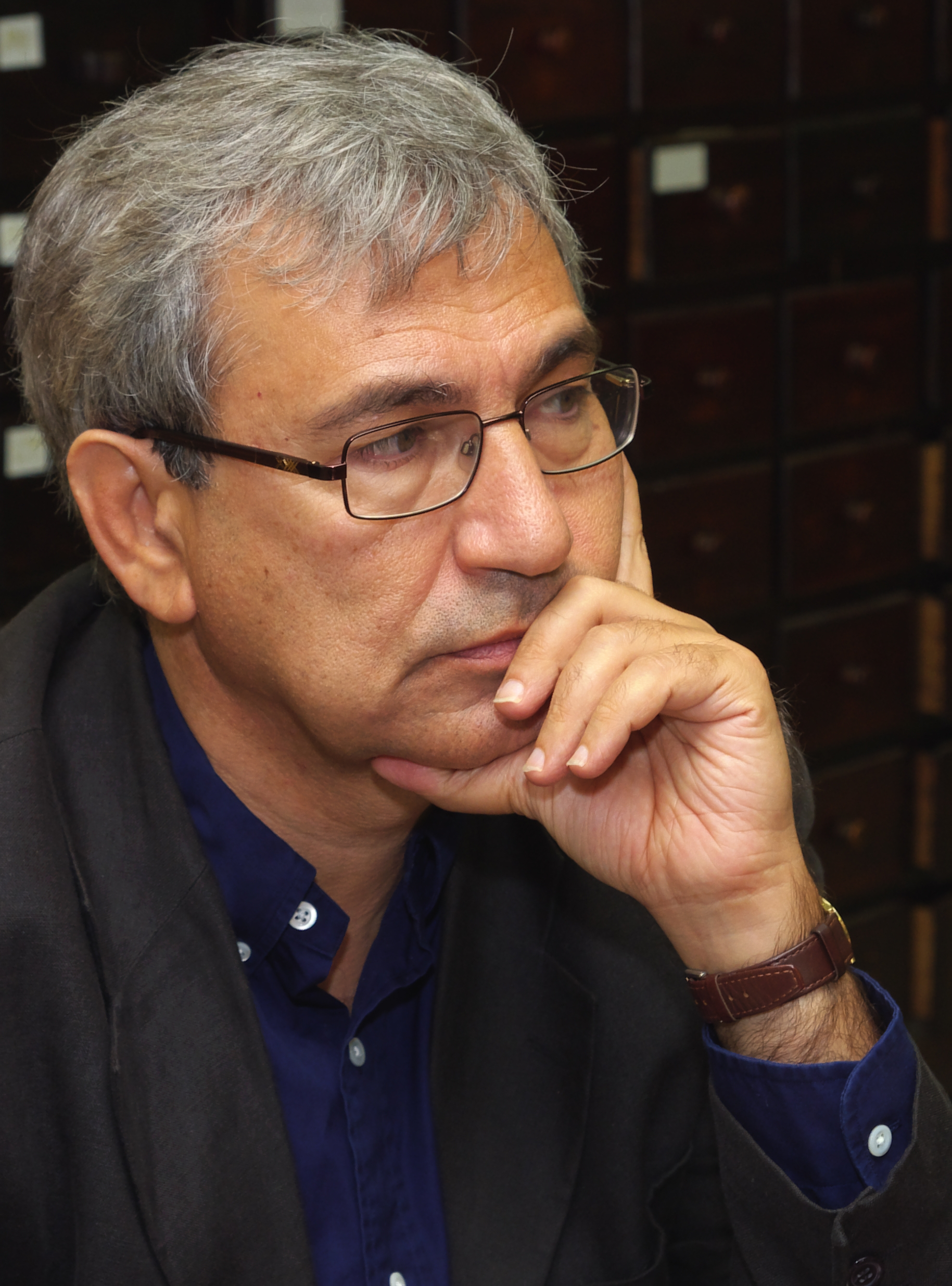
الكاتب أورخان باموق

غرابة في عقلي (بالتركية: Kafamda Bir Tuhaflık) هي رواية نشرت في عام (2014) لأورخان باموق وهي الرواية التاسعة للمؤلف، الحاصل على جائزة نوبل في الاداب سنة 2006. ترجمها إلى اللغة العربيةعبد القادر عبد اللي سنة 2015، عن دار الشروق. وصفها الكاتب محمد السعد بكونها نموذج للرواية المتكاملة العناصر والتي تتميز بجودة فنية عالية لاحتوائها على «الخلفية التاريخية وقصص الحب والاضطرابات الاجتماعية والتحولات الثقافية والسرد متعدد الأصوات».
تصور الرواية مدينة إسطنبول موثقة التغيرات التي مرت بها في الحقبة التاريخية بين عامي (1969- 2012)، وتسرد الأحداث التي عاشتها الشخصية الرئيسية في الرواية وهي مولود والذي نشأ في الأناضول ثم انتقل إلى المدينة بعمر الثانية عشر من عمره، ويتتبع مسار الرواية فترة مراهقته ورشده، ثم يتزوج مولوت في عام 1982 ويفشل في كسب المال من وظائفه اليومية المتقلبة في خدمات الطعام، وبيع الأرز بالحمص من عربته الخاصة، وإدارة مقهى بدون نجاح.
وصفت إيلينا سيميلينسكا Elena Seymenliyska من صحيفة ديلي تيليغراف الكتاب بأنه «ملحمة عائلية بقدر ما تكون مرثية لإسطنبول ولأجيالها من السكان المقيمين»
وذكرت صحيفة بابليشرز ويكلي بأن «ما يميز الرواية حقا هو استعراض الكاتب لتطور إسطنبول إلى مدينة مزعجة وفاسدة وعصرية»، وتشير مجلة كيركس ريفيوز بأن الكاتب «يحتفي بثقافة المدينة التقليدية الحيوية ويندب رحيلها.»
تبلغ عدد صفحات الرواية نحو 600 صفحة، وكتب دوايت جارنر من صحيفة نيويورك تايمز بأن «الكتاب يملك امتداد ملحمة ولكن ليس تأثيرها.»

## الشخصيات
- مولوت كاراتاس - ولد مولوت في مدينة قونية في عام 1957 وانتقل إلى إسطنبول في سن الثانية عشر خلال صيف عام 1969. في مطلع الرواية يحضر مولوت مدرسة أتاتورك الإعدادية للأولاد، ويبيع الزبادي والبوظة، وتصفه كيركس ريفيوز «بالشاب اللطيف»، وتصف شخصية أخرى مولوت «بكونه غريب الأطوار، ولكنه يملك قلباً عطوفاً مراعياً».
- راجحة - ينتهي المطاف بمولوت بالزواج منها بالرغم من ظنه بأنه كان يكتب رسائل لأختها الصغرى في سياق كتابة رسائل الغرام لها والتي تبين لاحقا بأن اسمها سميحة ولكنه على أية حال يختار الزواج من راجحة فتربطهما علاقة سعيدة.
- سليمان - ابن عم مولوت الذي يخدعه بكتابة رسائل إلى راجحة عوضا عن سميحة لأنه كان يريد الزواج من سميحة.
- كوركوت – ابن عم آخر لمولوت والذي تصفه مجلة كيركس ريفيوز بأنه «شخص يميني بغيض يعامل زوجته كخادمة».
- مصطفى – والد مولوت.

## الأسلوب
وفقا لجارنر فإن المؤلف كان قادرا على كتابة «عمل نثري رشيق آدمي متماسك» كنتيجة للبحث في مواضيع متنوعة.
أشارت سيميليسكا بأن الرواية استخدمت نفس الراوي بغض النظر عن أي من الشخصيات تتحدث، وأحيانا تتحدث بعض الشخصيات مباشرة إلى القارئ.
كتب دويت جارنر بأن الرواة يناقض أحدهم الآخر كما لو أنهم رؤوس تتحدث في فيلم من أوائل الأعمال السنيمائية للمخرج سبايك لي.
ووفقا لجارنر فإن النسخة الإنجليزية من الرواية التي أصدرت عام 2015 تمتلك دعابة «متدفقة بحرية» و «مترجمة بوضوح.»

## الانتشار وتقييم الرواية
- في فرنسا، نُشرت الرواية سنة 2017، باللغة الفرنسية معنونة ب Cette chose étrange en moiعن دار النشر غاليمار. وحظيت باهتمام وإعجاب القراء والنقاد:[9] أشادت الصحيفة الفرنسية لو موند، بأن 700 صفحة من الرواية "تمنح العمل الذي يعتبر بالفعل كبيرًا بعدًا جديدًا ومُفرحًا بعمق" و "تعطي جسدًا للمدينة الضخمة التي أصبحت إسطنبول".[10] كما تم تقديم اقتباس مسرحي في "مسرح الورش" في إيكس أون بروفانس في عام 2018.[11]

- قيمت سيميليسكا الرواية بأربعة نجوم من أصل خمسة نجوم. صرح جارنر بأن المؤلف أبلى بلاء حسنا في البحث ولكن حينما لم «يكن جارنر متململا بعمق وبشدة» من الرواية «كان يقلب معظم الوقت صفحاتها باهتمام مهذب أكثر من رغبة حقيقية». و صرحت كيكركس ريفيوز بأن الرواية «غنية ومعقدة وتنبض بالحياة المدنية، وهي إحدى أفضل الأعمال لهذا الكاتب الموهوب». رشح الكتاب للقائمة القصيرة لجائزة دبلن الأدبية العالمية لعام 2017.